# المطعم الكبير (فلم 1966)
المطعم الكبير هو فيلم فرنسي من إخراج جاك باسنار،  صدر في عام 1966. 

## ملخص
السيد سبتيم يقود بقبضة من حديد المطعم الكبير الشهير «عند سبتيم».بالنسبة إليه,الحريف هو الآمر, لذلك هولا يتردد في فرض معاملة التنازل لموظفيه، وذلك لأدنى خطأ. ولكن حياته سرعان ما تعطلت بسبب إزالة رئيس دولة في أمريكا الجنوبية، الرئيس نوفلاس .

## من مقتطفات مشهد: وصفة السوفليه بالبطاطا
في المطعم، المفوض تقسيمية (برنار Blier)، ويجلس مع زملائه الإيطالي، وCommandatore Riganti، والألمانية، والدكتور مولر، طلب السيد سبتيموس ليشرح الدكتور مولر له البطاطا وصفة سوفليه. مناسبة للتطبيق، لويس دي فونيس، بتواطؤ من بعض الظلال التي تبرز على وجهه، ويأخذ تعبيرات الوجه وصوت أدولف هتلر تحت أعين المضطربة الشرطة من عبر نهر الراين.

## روابط خارجية
- المطعم الكبير على موقع IMDb (الإنجليزية)
- المطعم الكبير على موقع ألو سيني (الفرنسية)
- المطعم الكبير على موقع أول موفي (الإنجليزية)
- المطعم الكبير على موقع فيلمافينيتي (الإسبانية)
- المطعم الكبير على موقع قاعدة بيانات الأفلام السويدية (السويدية)
- المطعم الكبير على موقع قاعدة بيانات الفيلم (الإنجليزية)
- المطعم الكبير على موقع ليتربوكسد (الإنجليزية)
- المطعم الكبير على موقع كينوبويسك (الروسية)